# Jamón de Praga

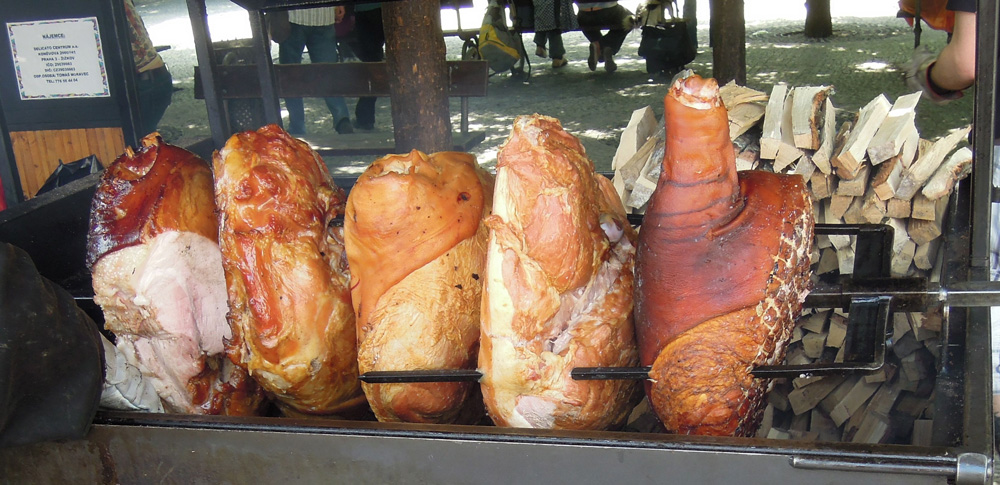
Jamones de Praga a la venta en un puesto de la Plaza de la Ciudad Vieja de Praga

El jamón de Praga (Pražská šunka en checo; Prager Schinken en alemán) es un jamón cocido ahumado con madera de haya originario de la ciudad de Praga, en Bohemia (República Checa). Se suele vender deshuesado, aunque entero con hueso se considera más apreciado.
El jamón de Praga se corta normalmente a cuchillo y se sirve tradicionalmente en los restaurantes y vendedores ambulantes de la capital bohemia, acompañado de una guarnición de patatas cocidas y una cerveza nacional checa.
El jamón ahumado cocido fue comercializado por primera vez hacia 1860 por Antonín Chmel, un carnicero del mercado Zvonařka de Praga, en la Nuselské schody (escalera de Nusle). Tuvo tanto éxito de exportación en los años 1920 y 1930 que otros países empezaron a copiar la receta. 
Considerado uno de los productos gastronómicos más importantes de la República Checa, la denominación "Pražská šunka/Jamón de Praga" ha sido reconocida como especialidad tradicional garantizada y, por tanto, protegida por la legislación comunitaria de la UE. Por esta razón, los productos similares de otras regiones deben utilizar nombres como "jamón tipo Praga" o similares, en lugar del original "jamón de Praga".